# Tatra 810
Tatra 810 je třínápravové vojenské terénní nákladní vozidlo vyráběné podnikem Tatra Trucks a.s., které nahradilo v Armádě České republiky Pragu V3S, jež byla zavedena do armády v 50. letech minulého století a sloužila v hojném počtu až do roku 2008. Automobil je především určen pro přepravu osob, materiálu a vlečení přívěsů jak na silnici, tak i v obtížných terénních podmínkách. Civilní verze T 810-C byla představena v roce 2010. Od roku  2016 nese obchodní označení Tatra Tactic.

## Vývoj
Armáda původně chtěla po modernizacích vozu Praga V3S a historických pokusech o náhradu vozu z dílen pražské Avie či později bratislavských BAZ (projekt Devín s motorem Zetor) ve druhé polovině devadesátých let obměnit vozový park vozidly ROSS R210.12 6x6 VV. Podle rámcové smlouvy měly tyto dodávky probíhat v letech 1998–2003. Společnost Roudnické strojírny a slévárny vyrobila ověřovací sérii 15 ks (celkem dodala armádě asi 21 ks), avšak roku 1998 patrně kvůli nepokračování objednávek armádou zkrachovala. Licenci s veškerou dokumentací pak roku 2002 odkoupila Tatra s úmyslem schválené a do armády zavedené vozidlo vyrábět. Ukázalo se, že to není možné – kvůli změně výrobce by vozidlo muselo znovu projít armádními zkouškami a v původním stavu by nevyhovělo změněné legislativě. Některé použité díly u výrobců navíc vybíhaly ze sériové výroby.
Vozidlo proto prošlo významnou modernizací. O tři roky později byl pak představen veřejnosti funkční vzorek při oslavách 60 let od konce 2. světové války a na brněnské výstavě IDET 2005 (vedle prototypu T-817 4x4), kde byl oceněný cenou. Vzorek byl postavený ve spolupráci s ÚVMV: ATS Tatra R 210.12 VV 6x6 M - šestistupňovou převodovku Eaton 4106D a sestup Rockwell BT 600R původní verze ROSS a původní nápravy ROSS (navržené i bývalými konstruktéry Tatry) nahradily agregáty firmy Praga Hostivař s ozubením Rába - 12°/2° převod 12 PS93 RPZV s řaditelným pohonem přední nápravy. Původní kabinu Midliner a motor MIDR 06.02.26 W4 Euro I (II ??) Renault o výkonu 151 kW a momentu 655 Nm nahradily agregáty stejného výrobce novějšího provedení – kabina Midlum, motor DCi6WJ01 158 kW EGR Euro III. Zvýšila se nosnost a vůz dostal homologovaný brzdový systém s ABS. Vedle vozu byl prezentován i skelet kabiny se zodolněnou podlahou proti účinku granátů a protipěchotních min a střešní lafetací kulometu UK vz. 59 (úprava SVOS Přelouč). Předpokládal se počátek dodávek koncem roku 2006 a měla vzniknout i verze 4×4.
Vzhledem k léta se táhnoucímu procesu zadání a objednání vozidel ze strany státu bylo následně při obdržení výzvy k přistavení prototypů ke zkouškám nutno dokumentaci znovu přepracovat pro použití kabiny Midlum facelift Euro IV a motor DXi-7 Euro III, jelikož předchozí verze kabiny a motoru EGR již opět vybíhaly ze sériové výroby. Z důvodu dodacích termínů, zkušeností s kvalitou dodávek a zkoušek funkčního vzorku a 1. prototypu Tatra nakonec pro definitivní verzi v armádě zkoušených prototypů použila převodovku ZF a sestup ZF-Steyr (uvažované již tehdy pro odvozenou civilní verzi vozu Euro IV). Tatra na základě koupené dokumentace náprav ROSS zkonstruovala ve spolupráci s firmou ADS Kopřivnice-Lubina (opět i bývalí konstruktéři Tatry) bleskově nápravy vlastní při aplikaci nově kotoučových brzd na všechna kola. Během armádních zkoušek prototypů se plně projevily nejednoznačnost a v některých bodech protichůdnost dlouho očekávaného zadání jaké auto vlastně armáda chce a rozpory v chápání hmotností na straně Tatra (legislativní definice) a armády (vlastní výklad), což vyústilo v neshody se zadáním medializované jako závady, úpravy prototypů, dokumentace a penalizaci výrobce za tímto způsobené zpoždění dodávek.
První Tatrovky z 20kusové ověřovací série původně objednaného počtu 556 kusů, vyrobené před koncem roku 2007 tak armáda převzala až 28. března 2008 ve vojenském zásobovacím středisku v Novém Jičíně poté, co byly upraveny dle závěrů a požadavků vzešlých z armádních zkoušek prototypů. V důsledku pohybu devizových kurzů Tatra nakonec dodala armádě v souladu se smlouvou o 7 vozidel více než byla původní objednávka. V srpnu 2009 armáda objednala dalších 30 vozidel ZČ s klimatizací za 100 milionů Kč. Celkem Armáda České republiky koupila 593 vozů Tatra 810 za cca 2,7 mld Kč (včetně servisní dokumentace, stanoveného objemu náhradních dílů, trenažérů pro výcvik řidičů, školení atd). Většina vozidel kontraktu byly valníky (536), 15 ks se zdvojeným ovládáním, krom prototypu bylo i několik dalších valníků po dohodě dodáno v provedení valník-pancíř, po 1 prototypu speciálních nástaveb, které až na uvedené kusy verze ZČ nebyly dále objednány - opci na další vozy do původně uváděného počtu až 977 vozů (s výjimkou 30 + 26 vozů ZČ + 34 ks) dodnes armáda nevyužila.
V roce 2016 automobilka splnila dodávku dalších 26 vozů ZČ, tentokrát bez klimatizace, již pod označením Tatra Tactic, s čelní maskou faceliftu kabiny Renault Euro V a dodavatelem zodolněné podlahy byla nově společnost Tatra Defence Vehicle .
Patrně posledních 34 ks (několik ZČ, autoškol DO a většinu valníků) armáda převzala počátkem r. 2021.
Pancéřování kabiny (V-P a PRAM) je provedeno zvenku přidanými nosníky a pláty na původní skelet kabiny, na který byly trvale doplněny upevňovací body pancéřování, což je teoreticky možné provést na každé kabině 810. Čelní sklo je nahrazeno plochým pancéřovým sklem (upraven mechanizmus stěračů), dveře, přední kapota a díly uchycení kabiny (pro vyšší hmotnost kabiny) jsou nahrazeny speciálními díly. S každou pancéřovanou kabinou je dodávána bedna obsahující plochá tenká skla, původní dveře, kapotu, uchycení kabiny a drobné díly, umožňující v případě potřeby pancéřování demontovat a vozidlo provozovat jako běžný valník (eliminuje se tím nevýhoda nižší užitečné hmotnosti vozu V-P a neplnění AČR požadovaného železničního profilu při přepravě po dráze).
Během sériové výroby ATS opustil linku i prototyp označovaný T 810 "Mission", který nemá nezávislá topení, zodolnění kabiny a střešní lafetaci, naviják a má vodorovnou polohu tlumiče výfuku pod rámem a na plošině naležato ukotvenou rezervu. Prototyp byl prezentován na výstavě IDEX 2009 v SAE a následně i testy v této zemi i sousední Saúdské Arábii, kde patrně slouží dodnes. Na výstavě IDEX 2013 byl prezentován podvozek s hákovým nakladačem (NaZ) - jedno z několika akvizičních vozidel dodaných právě do Saúdské Arábie.
Koncem roku 2009 byly vyrobeny prototypy plně legislativní civilní verze Euro V (s technologií SCR), která byla představena na brněnské výstavě Autotec 2010; v roce 2011 byla nabídka rozšířena o verzi s až 1+6místnou 4dveřovou kabinou Renault Midlum "crew cab" (výhradně s delším rozvorem).
V roce 2010 byla civilní verze TATRY 810 použita jako podvozek pod nástavbu autojeřábu. Ve společnosti ČKD Mobilní Jeřáby a.s. byl vyroben jeden kus s nástavbou AD10 s teleskopickými opěrami. Tento autojeřáb byl, stejně jako první sériová civilní 810, exportován na Slovensko. Vozy objevily v kusových počtech v autoparcích zejména energetiků, plynařů a hasičů v ČR, Polsku a na Slovensku.

## Technika
Tatra 810 nemá klasický tatrovácký vzduchem chlazený motor (uplatněný i u Pragy V3S) ani jiné charakteristické prvky svých předchůdců Koncepce Tatra. Oproti vozu Praga V3S dosahuje Tatra 810 téměř dvojnásobně vyšší rychlosti, jízda je pohodlnější, dojezdová vzdálenost je delší o 200 kilometrů, snížila se i spotřeba o 3,5 l/100 km, u vybraných verzí nechybí ani klimatizace, což oceňují především vojáci v zahraničních misích. Vůz má v souladu se zadáním stálý pohon všech kol s děličem momentu v sestupné převodovce, za klidu řaditelný redukovaný stupeň sestupné převodovky (želva), řaditelnou závěrku mezinápravového diferenciálu (zároveň se blokuje dělič momentu) a společně řaditelné závěrky diferenciálů (s nimi je rychlost vozu omezena na cca 30 km/h) portálových náprav s kolovými redukcemi. Přední náprava je odpružena vinutými pružinami, zadní nápravy listovými pružinami ve vahadlovém uspořádání. Provozovatelnost za teplot okolí -32 až +45 °C. Vozidlo disponuje poměrně dobrou pasivní ochranou proti účinkům střepin ručních granátů, protipěchotních min (zodolněná podlaha) a střelby až do ráže 7,62 mm (po využití možností montáže dodatečných pancéřových prvků). Vybaveno centrálním huštěním všech pneumatik, předním ochranným rámem, ochranou proti prostředkům elektromagnetického průzkumu a speciální povrchovou úpravou pro omezení vyzařování, snadnou dezaktivaci a odmoření. Mezi prostředky aktivní ochrany patří instalace lafety lehkého kulometu UK vz. 59 v pevně zabudovaném otočném střelišti ve stropě kabiny.
Vzhledem k instalaci systému dohušťování pneu není vozidlo standardně vybaveno rezervou, ale na přání mohly být vozy rezervou s jejím hydraulickým držákem vpravo za kabinou vybaveny.
Původně plánovaná verze vozu 4×4 byla představena v prototypu až na brněnské výstavě IDET 2015, další kusy ale nevznikly.
Civilní plně legislativní verze nemá standardně nezávislé topení kabiny (na přání), nezávislý ohřev motoru (startovatelnost do -25 °C) a liší se i verzí sestupného převodu : nemá dělič momentu ale řaditelný pohon přední nápravy (snížení pasivních odporů a spotřeby na silnici; řadí se spolu se závěrkou mezinápravového diferenciálu zadních náprav), naviják jen na přání, má standardně elektrické stahování oken, ovládání zrcátek, klimatizaci, střešní větračku, digitální tachograf, instalované autorádio Renault 24V, přípravu pro montáž majáků a např. i elektrickou korekci světlometů či (cca od 2011) ovládání tempomatu na volantu.

## Uživatelé
- Armáda České republiky – do roku 2009 převzato 593 kusů
- Ozbrojené síly Saúdské Arábie[3]
- Spojené arabské emiráty[3]
- Civilní uživatelé, vyrobeno bylo jen 40 ks "civilů" T810C Euro V (do konce roku 2013), z toho 13 s dlouhou kabinou.[zdroj?] Verze Euro VI zatím neexistuje.

## Verze
armádní označení ATS - Automobil Terénní Střední : T 810-1R0R26 13 177 6x6.1R/xxx (typové označení Tatra) zahrnující varianty:
ANTS - A. Nákladní T.S. : T 810-DO (dvojí ovládání - autoškola /322), T 810-V (valník /321), T 810-VP (valník pancíř /323)
několik valníků sama armáda přestavěla ve VOP na provedení T 810-V / RBS-70 : přepravník přenosného protiletadlového raketového kompletu
ASTS - A. Speciální T.S. : T 810-KP (kontejnerový přepravník, krátký /325 - dlouhý rozvor /352), T 810-NaZ (natahovací zařízení CTS-servis Okřínek /326), T 810-Sk (skříňová karoserie Karbox Hořice, delší rozvor /351), T 810-ZČ (zvedací čelo Dhollandia /324), T 810-ZČ-PRAM (valník s pancéřovanou kabinou a zvedacím zadním čelem pro přepravu 120 mm minometu vz. 82 /327)
T 810-1R0R26 13 177 6x6.1R/328 smontovány v Kopřivnici, resp. 329 (montáž na místě z CKD sad) jsou verze pro KSA.
civilní verze označovaná T 810-C : T 810-1R1R26 (36 = 4dveřová kabina jen s delším rozvorem) /321-351 dle zvoleného rozvoru

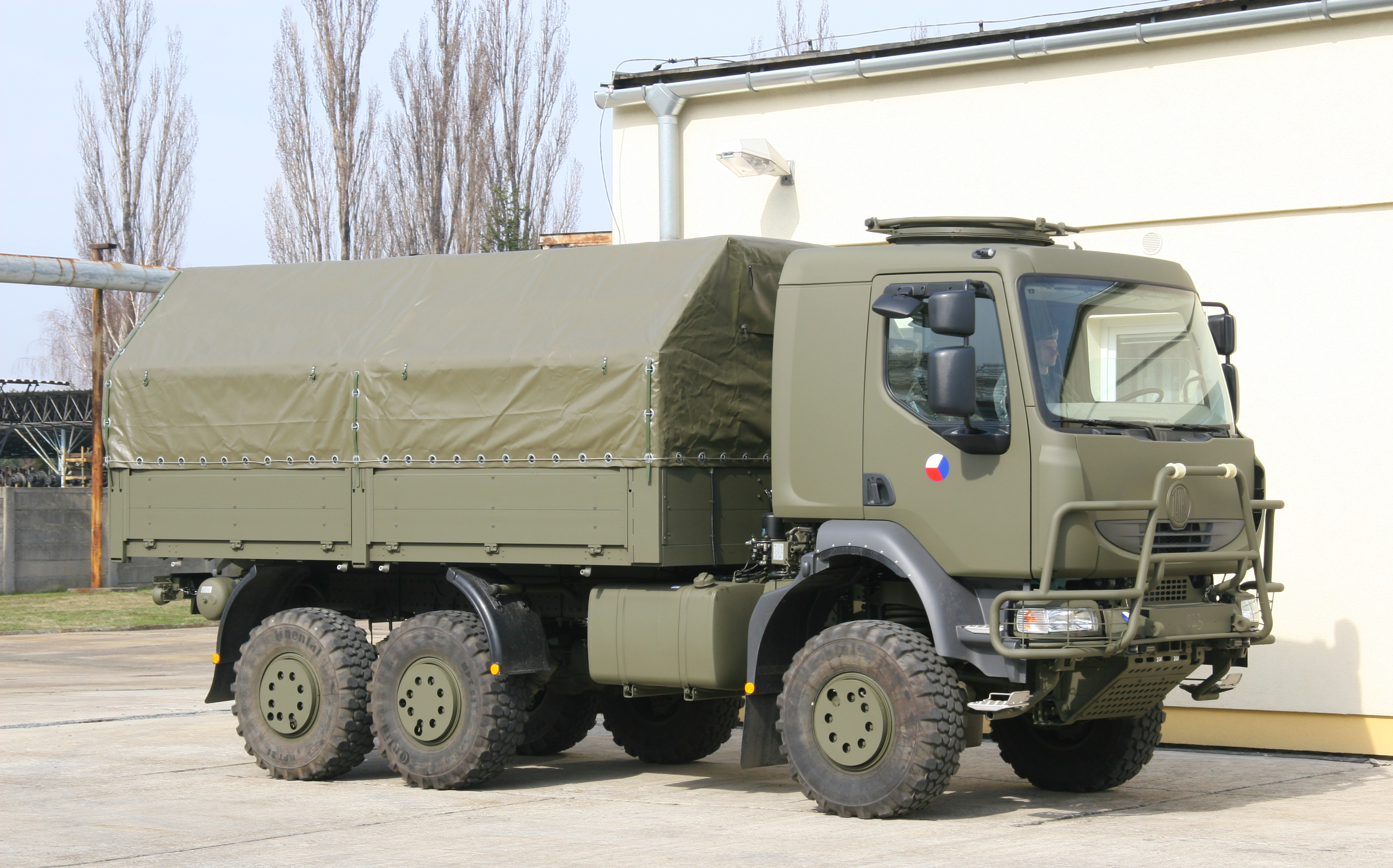
Tatra ANTS
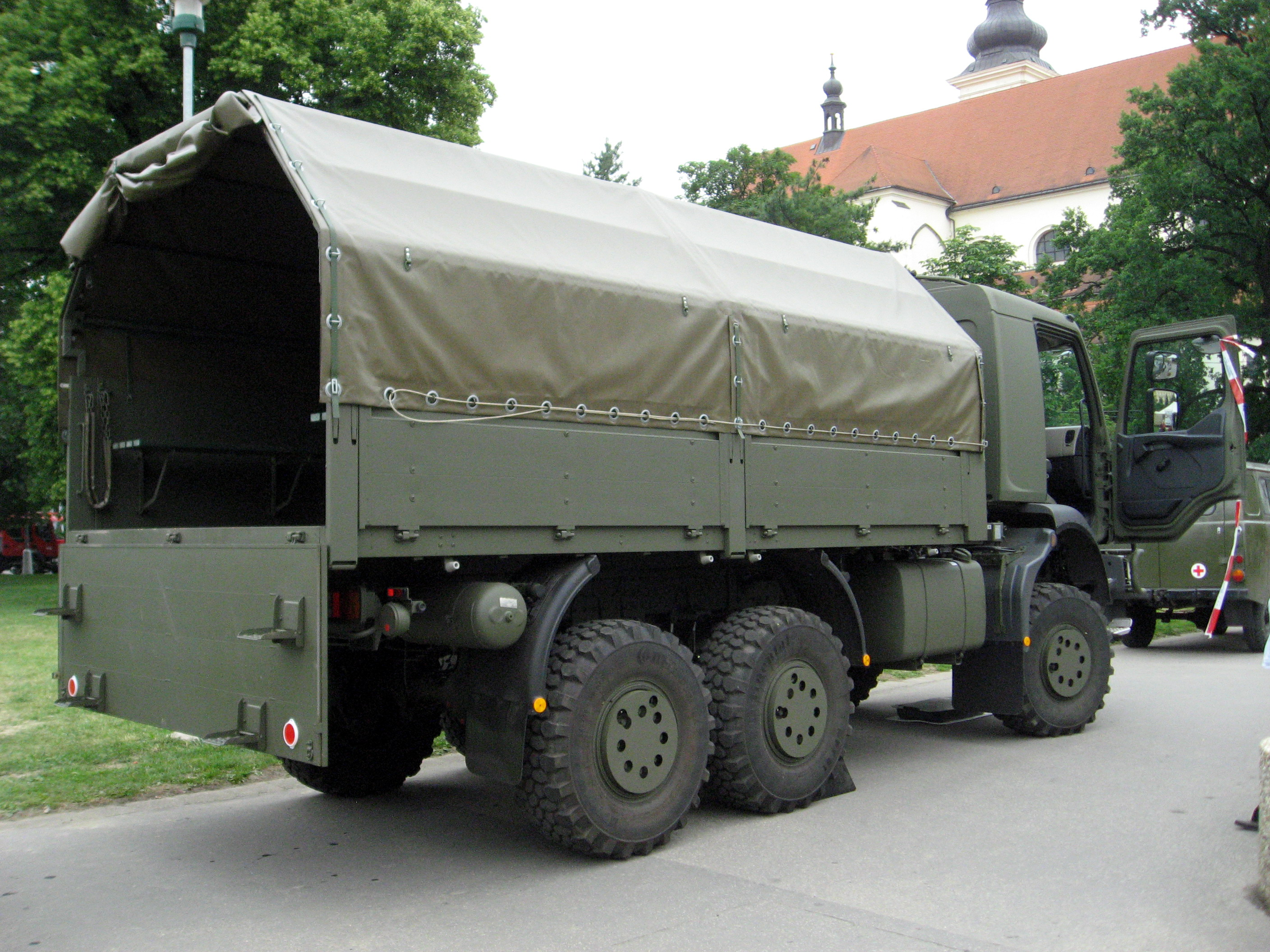
T 810-V
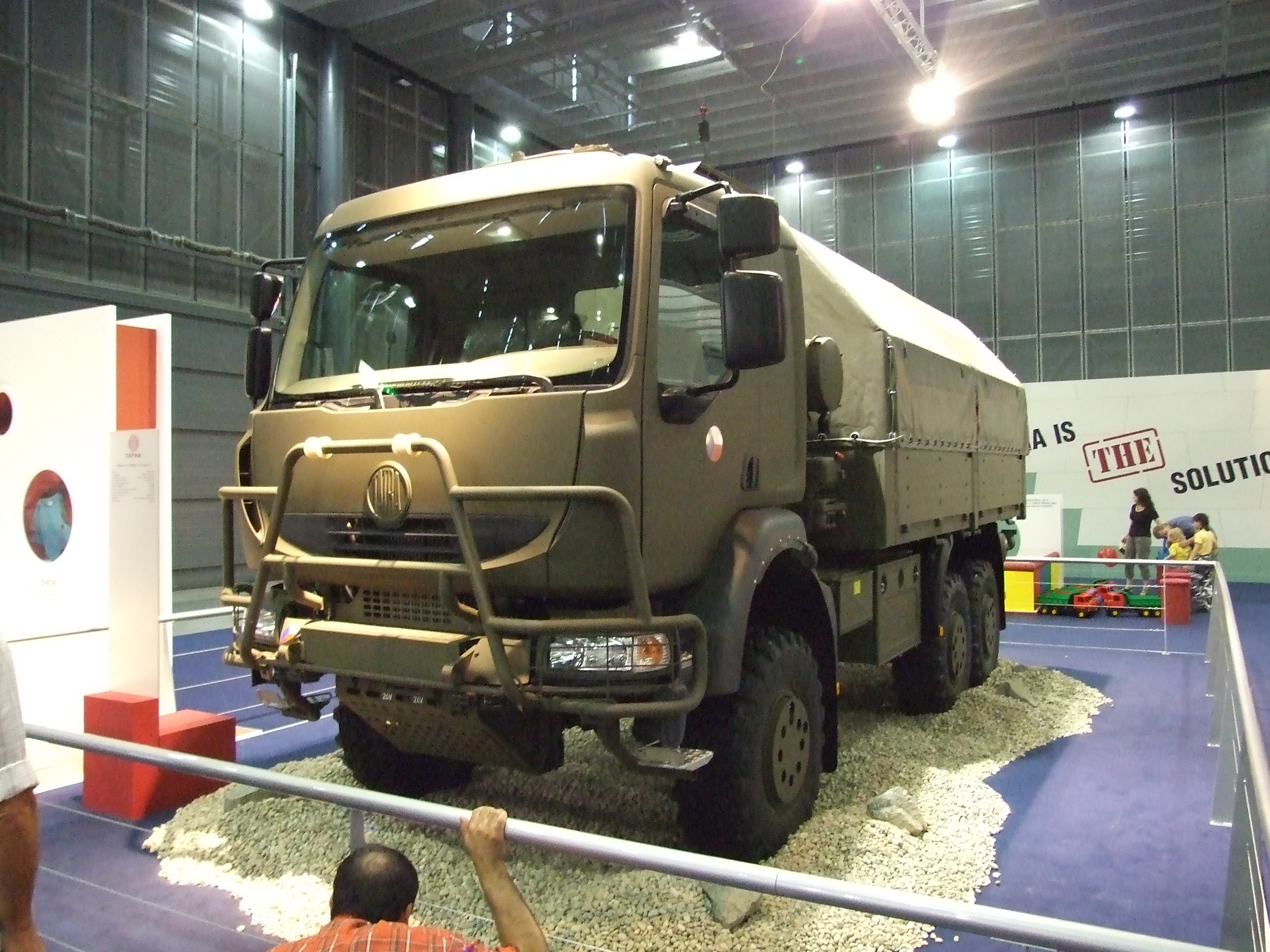
T 810 na Autotec 2008
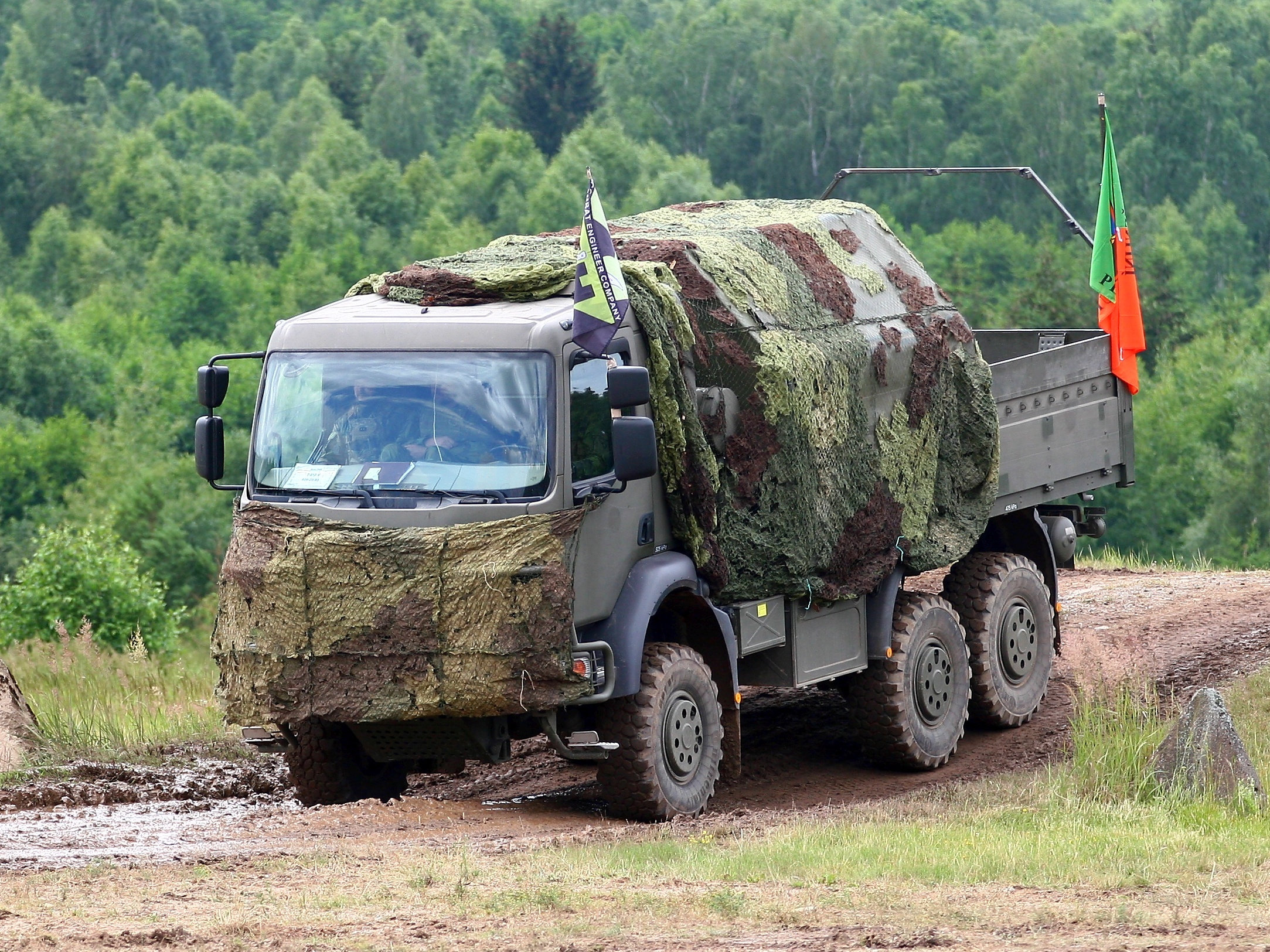
Tatra 810 V české armády
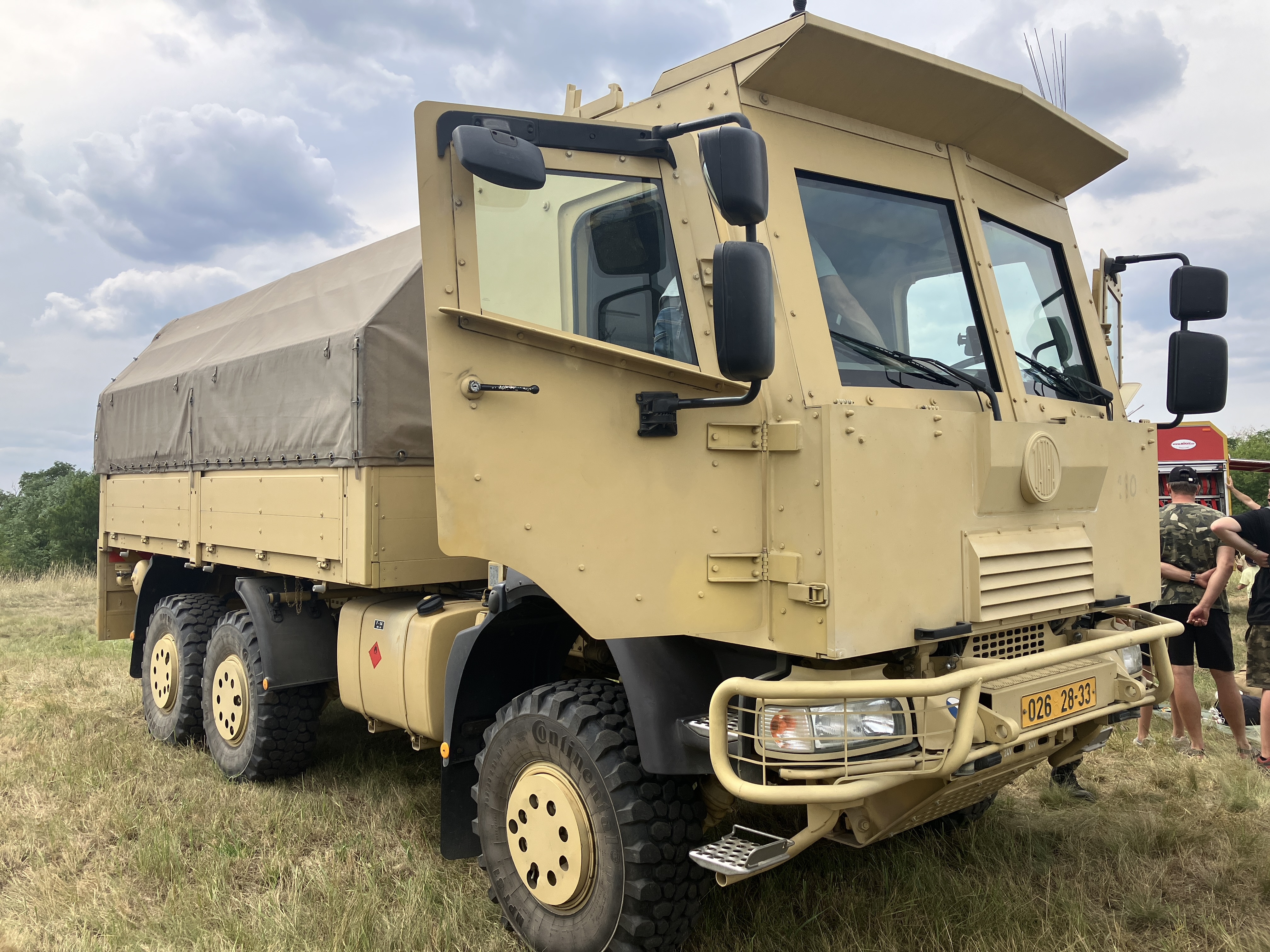
T810-VP české armády
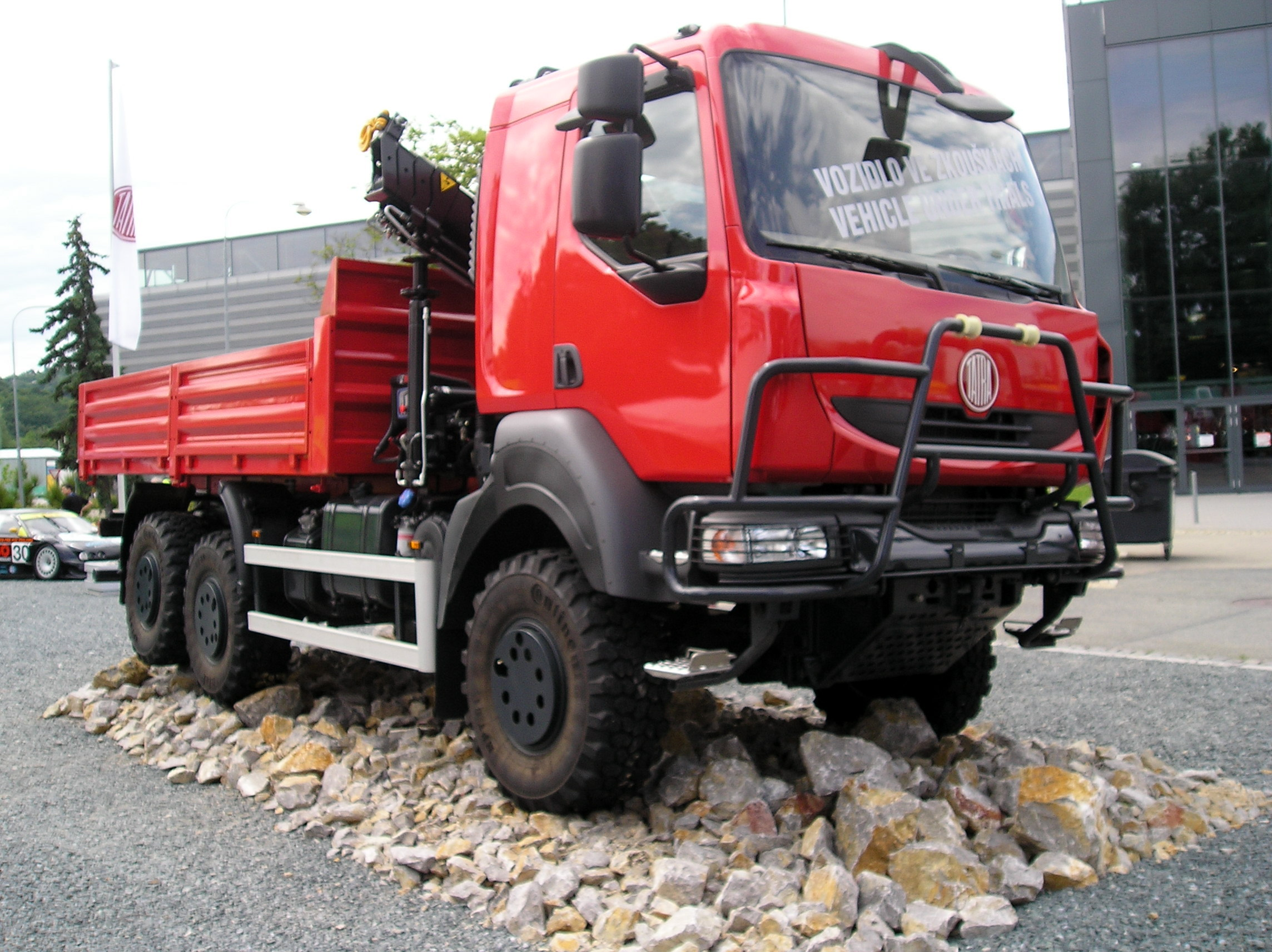
Prototyp T 810C na Autotec 2010
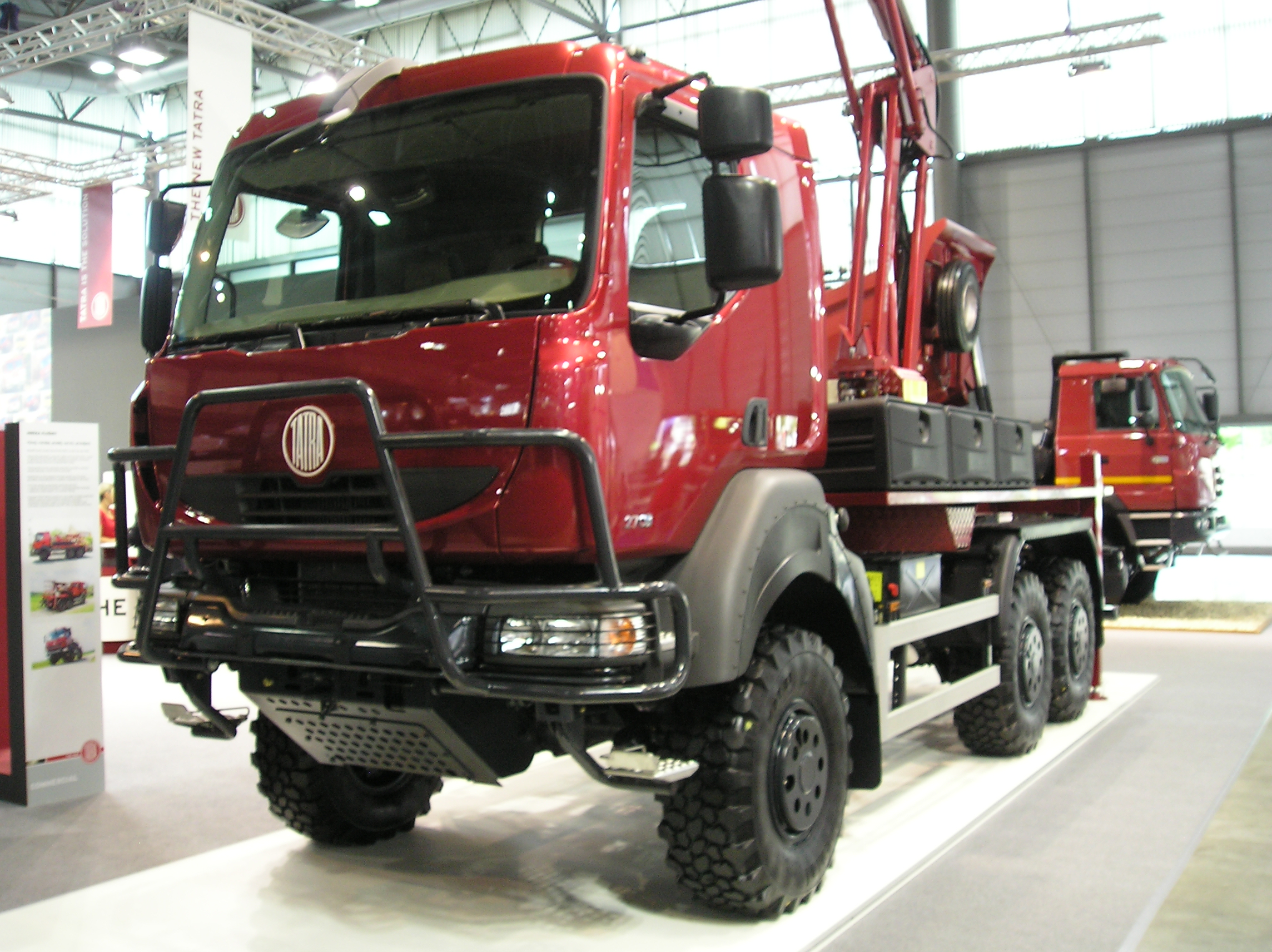
T 810C na Autotec 2010
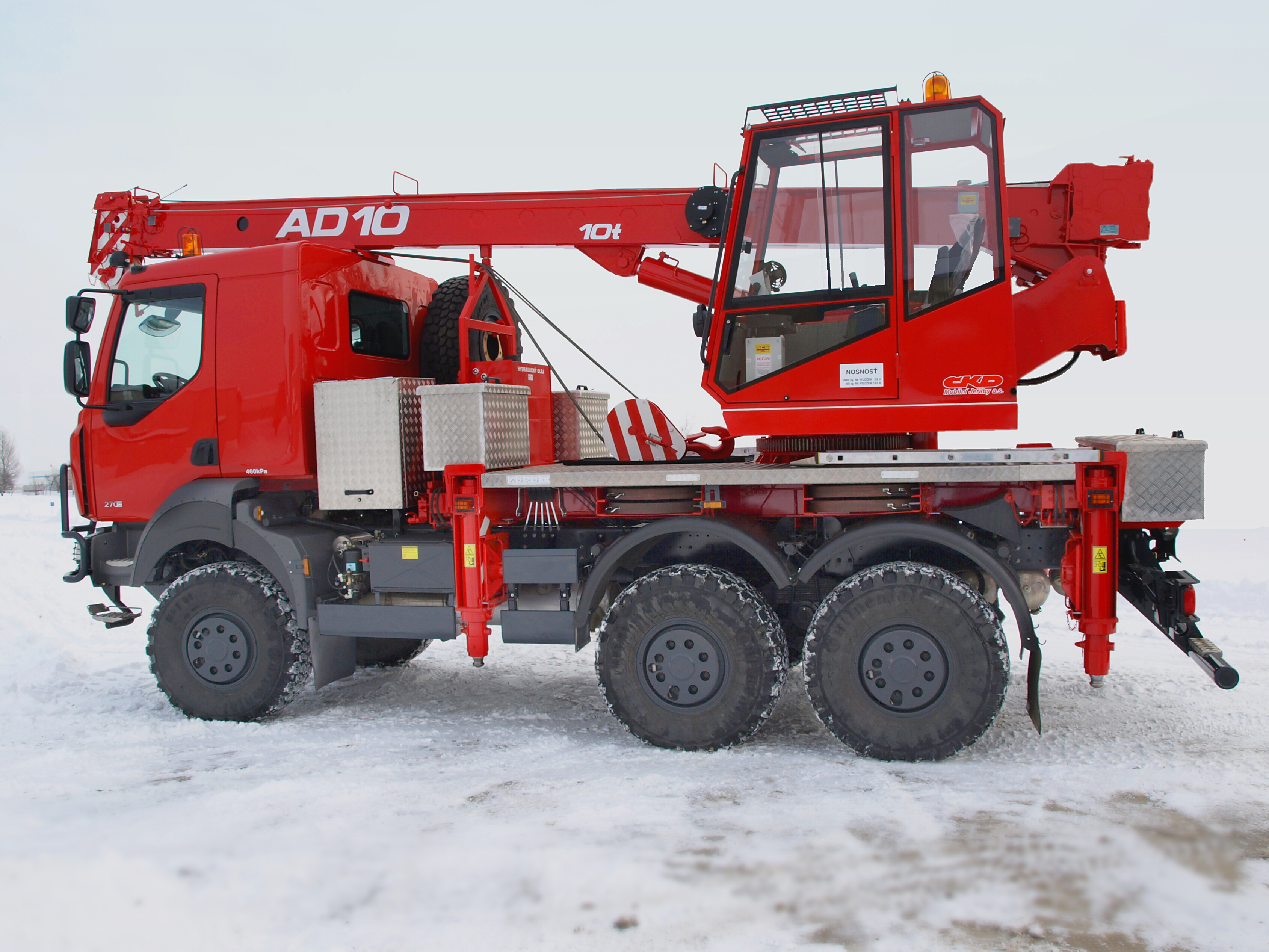
Autojeřáb AD10 Tatra 810

## Zajímavosti
V roce 2017 Tatra 810 4×4 vytvořila světový rekord, když vozidlo překonalo nejvyšší uměle vytvořenou překážku. Umělá bariéra, nazývaná Brut Monster, je jednou z nejextrémnějších svého druhu. Tatře se podařilo vystoupat a sestoupit 146%, respektive překonat sklon 55°, na 7,5 metrů vysoké překážce.

## Technické údaje
- Délka: 7490 mm (7790 delší rozvor)
- Šířka: 2550 mm
- Výška: 3320 mm (civilní 3125)
- Rozvor: 3150 / 1200 mm; (3450 / 1200 mm vybrané verze)
- Pohotovostní hmotnost: 7300 kg (civilní 7600)
- Užitečná hmotnost: 5700 kg (civilní 7500)
- Celková hmotnost: 13000 kg (civilní 15500)
- Dojezd: 800 km
- Objem nádrže: 320 l; (civilní verze 220 l a 20 l AdBlue)
- Spotřeba paliva na 100 km: 28,5 l
- Maximální rychlost: 105 km/h (omezeno elektronicky); (civilní verze omezovač rychlosti 90 km/h, vozy pro záchranné sbory : 105 km/h)
- Hloubka brodu: max 1200 mm včetně vlny; (civilní verze max 750 mm)
- Převodovka: ZF Ecolite 6S 1000 TO (civil s PTO NL/10B či C i 1005, produkce ZF Maďarsko), přídavná sestupná Steyr VG 750/270 (produkce např. ZF Passau)
- Motor: Renault DXi7 240 EC01 (Euro III), R6, vrtání 108 x zdvih 130 mm; (civilní verze Euro V DXi-7 260 EUV TR25 - záchranné sbory : TR0 bez redukce výkonu OBD SCR) - alianční motor Renault DXi7, Volvo D7E, Deutz 2013 vyráběný v německém Kolíně nad Rýnem
- Maximální výkon: 177 kW / 2300 ot/min, točivý moment 920 Nm / 1200–1700; (civilní verze 198 kW / 2000–2300, 1010 Nm / 1200–1700 ot/min)
- Kabina : "střední" (z řady délek 1,8-2-2,2 m) Renault Midlum Global 2m (výroba pro Renault Midlum, Volvo FL a DAF LF ve francouzském Blainville sur Orne), úprava SVOS Přelouč. Některé moduly a díly jsou shodné s širší verzí kabiny použité na vozech Renault Premium / Kerax.
- Naviják: hydraulický Seal SPH-80 délka lana 60 m